# کاباراگالا
کاباراگالا (به لاتین: Kabaragala) یک منطقهٔ مسکونی در سری‌لانکا است که در استان جنوبی (سری‌لانکا) واقع شده‌است.